# Wanda Węsław-Idzińska
Wanda Węsław-Idzińska (Węsław, Idzińska) (ur. 20 sierpnia 1925 w Poznaniu, zm. 21 listopada 2004 w Konstancinie-Jeziornie) – polska aktorka teatralna i filmowa.

## Życiorys
W latach 1949–1951 była członkinią zespołu Teatru Polskiego w Poznaniu, gdzie w 1951 roku debiutowała na scenie. W kolejnych latach występowała w Estradzie Poznańskiej (1951-1955), Teatrze Ziemi Lubuskiej w Zielonej Górze (1955-1958) Teatrze Popularnym w Grudziądzu (1958-1959), Bałtyckim Teatrze Dramatycznym w Koszalinie (1959-1960), Teatrze im. Juliusza Osterwy w Lublinie (1960-1967) oraz Teatrze Współczesnym we Wrocławiu (1967-1993). Wystąpiła również w trzech spektaklach Teatru Telewizji (1964-1992) oraz dwóch audycjach Teatru Polskiego Radia.
Najprawdopodobniej już po zakończeniu II wojny światowej wyszła za mąż za Marka Idzińskiego (1913-1995) - również aktora. Pod koniec życia mieszkała w Domu Artystów Weteranów Scen Polskich w Skolimowie, gdzie zmarła. Została pochowana na tamtejszym cmentarzu parafialnym.

## Filmografia
- Grzech Antoniego Grudy (1975) - Woźniakowa
- Wściekły (1979) - kioskarka w Krakowie
- Wyjście awaryjne (1982) - sąsiadka Kolędów
- Na krawędzi nocy (1983) - akuszerka
- Dzień kolibra (1983) - sprzątaczka w szkole
- Ziarno fotografii (1984) - Józefowa
- Trapez (1984) - matka Celiny (odc. 3)
- Powinowactwo (1984) - teściowa Krzysztofa
- Na kłopoty… Bednarski (1986) - baronowa von Kleist (odc. 6)
- Mewy (fragmenty życiorysu) (1986) - Mańka, pacjentka w szpitalu więziennym
- Cudowne miejsce (1995) - babcia Sońtowa
- Świat według Kiepskich (1999) - baba

Źródło: 